# Parco nazionale di Muddus
Il parco nazionale di Muddus (in svedese Muddus nationalpark, in sami di Lule Muttos) è un parco nazionale situato nei comuni di Jokkmokk e Gällivare, nella contea di Norrbotten, all'estremità settentrionale della Svezia. Venne istituito nel 1942, ma fu successivamente ampliato nel 1984 fino a coprire una superficie di 51137 ha. È delimitato a nord-ovest dalla strada europea 45 e dalla riserva naturale di Stubba, che lo collega alle altre aree naturali dell'Area lappone.
Il nucleo di Muddus è costituito da una vasta pianura posta a poco meno di 400 m di altitudine, contornata da alcune piccole sommità alle frontiere del parco, delle quali la più alta è il Sör-Stubba, che culmina a 665 m. In questa pianura si sviluppa una vasta rete di torbiere, in particolare di torbiere ad aapa, che rappresentano quasi la metà della superficie dell'area protetta. Le zone asciutte sono ricoperte da una vasta taiga per lo più vergine, il che fa di Muddus il più grande parco nazionale di foresta del paese. Nel sud del parco, l'altitudine diminuisce rapidamente fino a raggiungere la valle del fiume Luleälven. In questo tratto sono presenti numerose gole, tra cui in particolare quella formata dal principale fiume del parco, il Muttosädno, che precipita per 42 m a livello della cascata Muddusfallet.
La regione è abitata fin da quando i ghiacciai si ritirarono, circa 10 000 anni fa. Gli abitanti vivevano principalmente nelle valli, ma posizionavano le loro trappole in punti strategici di Muddus per catturare le prede, soprattutto renne. Con il tempo, abbandonarono la caccia per dedicarsi all'allevamento delle renne, ma conservarono il loro stile di vita nomade, seguendo le mandrie di renne nella loro migrazione annuale. Ancora oggi questi abitanti, i Sami (precedentemente chiamati Lapponi), utilizzano il parco per l'allevamento delle renne, sebbene le tecniche e il loro stile di vita si siano modernizzati. Gli svedesi colonizzarono la regione molto più tardi, nel XIX secolo: abbatterono le foreste attorno al confine meridionale del parco e costruirono una fattoria nei pressi del lago Muttosjávvre, attiva fino al 1909. Poco dopo l'istituzione dei primi parchi nazionali svedesi nel 1909, la vasta superficie di foreste primarie di Muddus saltò agli occhi della guardia forestale Edvard Wibeck che in seguito propose, negli anni '20, di proteggere il sito come parco nazionale. Dopo un lungo iter, la creazione del parco venne approvata dal parlamento svedese nel 1942. Infine, nel 1996, esso venne incluso nel sito del patrimonio dell'umanità dell'Area lappone, che protegge la più grande area naturale essenzialmente incontaminata dell'Europa occidentale, così come la cultura dei Sami che ci vivono.
Attualmente il parco fonde allevamento delle renne e turismo, con numerosi sentieri che ne attraversano la parte meridionale e il Rallarstigen quella settentrionale. Circa 5 000 visitatori vi si recano ogni anno per ammirare la cascata Muddusfallet e la profonda gola di Måskosgårsså o per osservare gli uccelli intorno al lago Muttosluoppal e le sue torbiere grazie a una grande torre di osservazione.

## Toponimo
La maggior parte dei luoghi della Lapponia presenta toponimi che traggono origine dalla lingua sami, o più precisamente, nel caso di Muddus, dal sami di Lule. Spesso vengono trascritti in due grafie diverse, una sami e una svedese: in passato si tendeva di più ad utilizzare quest'ultima, ma gradualmente essa è stata sostituita dalla grafia sami. Questo vale anche per il nome del parco: Muddus infatti è la grafia svedese, mentre la grafia sami è Muttos. L'etimologia di questo nome non è chiara, ma è stato ipotizzato che potrebbe derivare da mutták, che significa «adatto», «giusto», forse in riferimento alla natura della regione, che offre tutto il necessario per vivere.

## Geografia

### Posizione e confini
Il parco nazionale di Muddus è situato nei comuni di Jokkmokk e Gällivare, nella contea di Norrbotten, nella Lapponia svedese. Posto poco a nord del circolo polare artico, si estende su 51137 ha (poco più di 511 km²), dei quali 49 327 costituiti da terraferma, il quarto parco nazionale più vasto del paese. Esso è delimitato a sud dal lago di sbarramento di Messaure sul fiume Luleälven e a nord dalla strada europea 45. A nord-ovest confina con la riserva naturale di Stubba.

Carta topografica del parco nazionale di Muddus.

### Rilievo

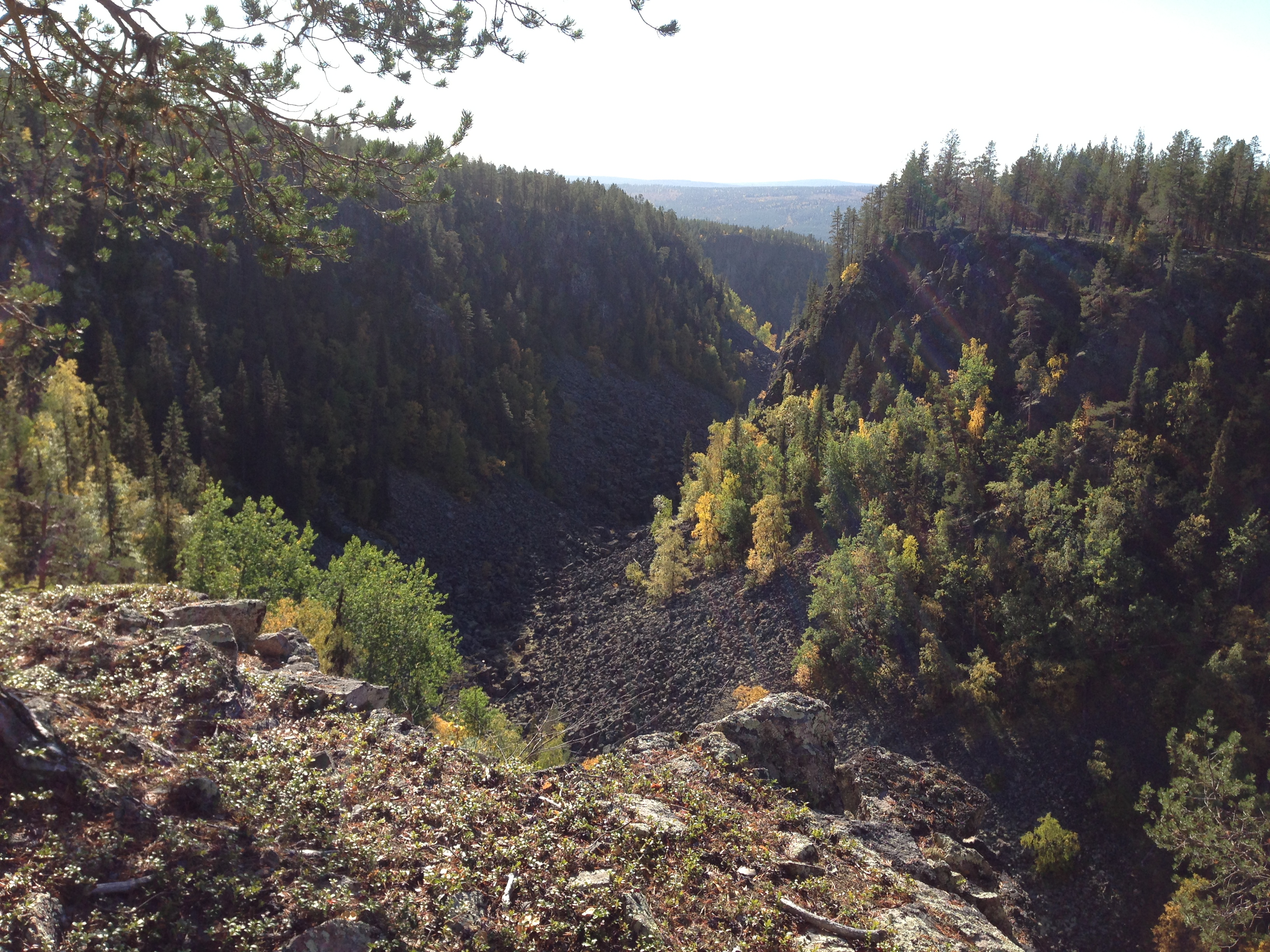
Il canyon di Måskosgårsså nel sud del parco.

Il rilievo della metà settentrionale della Svezia viene spesso suddiviso in tre fasce parallele: ad ovest le Alpi scandinave, ad est le pianure della costa di Botnia e al centro una zona di pianure ondulate (Bergkullslätt). Muddus si trova in questa fascia intermedia, che da esso ha preso il nome (pianura di Muddus). Il Bergkullslätt è una vasta zona pianeggiante con pochi rilievi isolati, le cui sommità sono spesso piatte. Il rilievo di Muddus è costituito principalmente da una vasta sezione centrale pianeggiante, intorno al lago Muttosjávvre (385 m di altitudine). Le sommità isolate sorgono soprattutto nella periferia occidentale e orientale del parco. Lungo il confine occidentale si trovano le sommità più alte, in particolare il Sör-Stubba (661 m) e lo Storvuosmo (650 m), mentre le sommità orientali, che culminano con il Tjuorrevárre (556 m) e il Lijnávárre (553 m), sono più dolci. Sebbene la maggior parte dei fiumi e dei torrenti della pianura di Muddus non formi vere e proprie valli, il Luleälven, a valle di Porjus, forma una valle molto incassata. Pertanto, nel sud del parco, l'altitudine scende bruscamente in corrispondenza della valle del fiume, posta a circa 160 m sul livello del mare. Una decina di canyon profondi, dalle pareti quasi verticali, caratterizzano questo settore: tra questi ricordiamo quello del fiume Muttosädno, ma anche il canyon di Måskosgårsså, oggi asciutto, profondo 100 m.

### Clima
Il clima di Muddus è relativamente continentale. Gli inverni sono freddi, con una temperatura media di −12 °C a gennaio, e le estati sono relativamente calde, con una temperatura media di 14 °C a luglio. Il clima è piuttosto secco, con una media di 500 mm di precipitazioni annue. L'estate è in linea di massima la stagione più umida, ma in alcuni casi questa stagione può essere talmente secca da diventare un vero e proprio periodo di siccità, resa più grave dall'elevato soleggiamento estivo della regione. Durante il periodo invernale la neve ricopre il suolo per circa 200 giorni, generalmente da metà ottobre a metà maggio. I fulmini, causa principale degli incendi boschivi, sono relativamente rari: i temporali si abbattono sulla regione per appena una decina di giorni all'anno.
| Rilevamenti meteorologici di Muddus (1901-2009) | Mesi  | Mesi  | Mesi  | Mesi | Mesi | Mesi | Mesi | Mesi | Mesi | Mesi | Mesi  | Mesi  | Stagioni | Stagioni | Stagioni | Stagioni | Anno  |
| Rilevamenti meteorologici di Muddus (1901-2009) | Gen   | Feb   | Mar   | Apr  | Mag  | Giu  | Lug  | Ago  | Set  | Ott  | Nov   | Dic   | Inv      | Pri      | Est      | Aut      | Anno  |
| ----------------------------------------------- | ----- | ----- | ----- | ---- | ---- | ---- | ---- | ---- | ---- | ---- | ----- | ----- | -------- | -------- | -------- | -------- | ----- |
| T. max. media (°C)                              | −8,9  | −7,7  | −2,0  | 3,3  | 9,8  | 16,1 | 19,0 | 16,6 | 10,5 | 3,0  | −4,3  | −7,1  | −7,9     | 3,7      | 17,2     | 3,1      | 4,0   |
| T. media (°C)                                   | −14,8 | −13,8 | −8,5  | −2,0 | 4,1  | 10,3 | 13,2 | 11,1 | 5,8  | −1,1 | −8,7  | −12,7 | −13,8    | −2,1     | 11,5     | −1,3     | −1,4  |
| T. min. media (°C)                              | −20,7 | −20,1 | −15,0 | −7,3 | −1,6 | 4,5  | 7,4  | 5,6  | 1,1  | −5,1 | −13,3 | −18,3 | −19,7    | −8,0     | 5,8      | −5,8     | −6,9  |
| Precipitazioni (mm)                             | 28,8  | 21,8  | 22,4  | 23,2 | 30,7 | 49,6 | 69,5 | 69,9 | 51,0 | 41,2 | 37,8  | 29,4  | 80,0     | 76,3     | 189,0    | 130,0    | 475,3 |

### Idrografia
Il parco nazionale di Muddus corrisponde all'incirca al bacino idrografico del fiume Muttosjåhkå/Muttosädno (453 km²), un affluente del fiume Stora Luleälven, ad eccezione di una piccola parte a est appartenente al bacino del fiume Råneälven. Durante il loro percorso, i fiumi del parco attraversano vaste superfici ricoperte da torbiere (in totale 21.000 ha, pari al 42% del parco) e diversi laghi. Il più grande tra questi è il Muttosjávvre, che misura 6,5 km di lunghezza per una larghezza massima di un chilometro. Nella parte meridionale del parco, il fiume Muttosädno forma la Muddusfallet: una doppia cascata alta 42 m che segna l'inizio del canyon. Alla foce, il fiume Muttosädno ha una portata media di 5,1 m³/s, ma può raggiungere i 52 m³/s durante le piene.

## Geologia

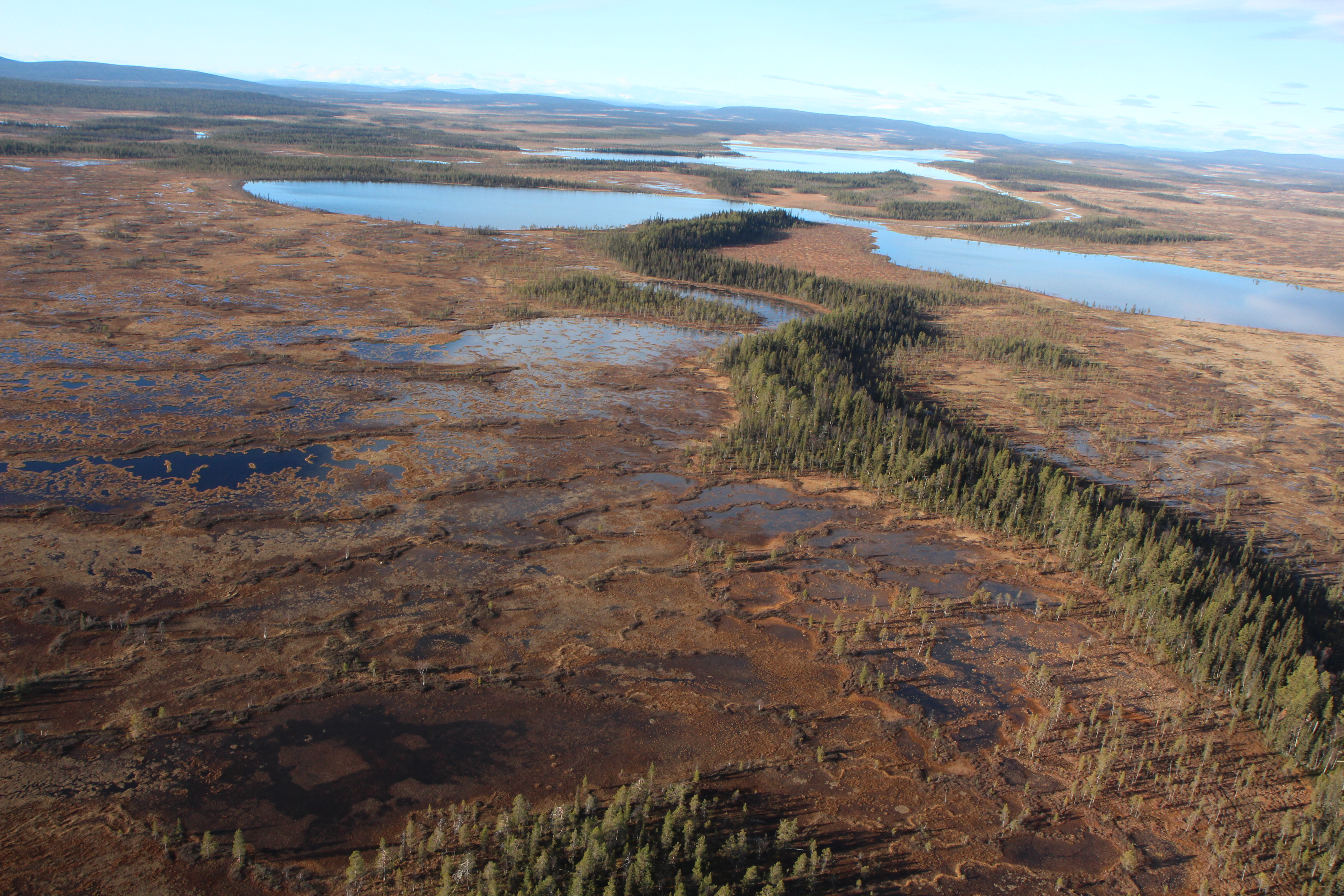
La pianura di Muddus e le sue torbiere ad aapa interrotte da una linea di foresta asciutta corrispondente a un esker. Sono visibili anche i laghi Muttosluoppal e Muttosjávvre.

Nel 1908, il geologo Walter Wråk osservò che il rilievo della Svezia settentrionale può essere descritto come una struttura a gradini composta da sei superfici diverse. Fu lo stesso studioso a dare alla più vasta di queste superfici il nome di pianura di Muddus. Questa pianura copre la maggior parte della Svezia settentrionale ed è costituita essenzialmente da due livelli quasi orizzontali, uno di 300-400 m e l'altro di 400-600 m di altitudine. Si tratta di un penepiano punteggiato da rilievi collinari, a testimonianza di una superficie più elevata in gran parte scomparsa a causa dell'erosione. La pianura di Muddus si formò probabilmente all'inizio del Cenozoico (a partire da 66 milioni di anni fa) dopo la fase di sollevamento tettonico della penisola scandinava che portò anche alla formazione delle Alpi scandinave.
Come la maggior parte della pianura di Muddus, il parco nazionale giace su uno strato di granito e di gneiss precambriani. La parte orientale è costituita soprattutto da granito di Lina, formatosi tra 1800 e 1750 milioni di anni fa durante l'orogenesi svecofennide. Le colline occidentali, così come un'area nel nord-est, sono anch'esse costituite da granito e gneiss, ma comprendono anche porfidi e granuliti. Infine, una piccola zona a nord del lago Muttosjávvre contiene della diorite. Quando il substrato affiora in più punti è spesso ricoperto da un sottile strato di sedimenti morenici o di torba.
La morfologia del parco è fortemente segnata dagli effetti delle ultime glaciazioni. Tutta la parte centrale è dominata dai drumlin, serie di creste lunghe e basse, orientate principalmente lungo un asse nord-ovest/sud-est, che indicano il movimento dei ghiacciai durante l'ultima glaciazione. Sono presenti anche alcuni piccoli esker, oltre ad ammassi di sabbia e ghiaia depositati dai ghiacciai. Infine, nella parte meridionale del parco vi sono diverse gole, a volte molto profonde, in particolare il canyon del fiume Muttosädno e il Måskosgårsså. Le valli probabilmente erano già esistenti, ma sono divenute più profonde alla fine dell'ultima era glaciale, durante le piene improvvise dei fiumi provocate dallo scioglimento dei ghiacciai.

## Ambienti naturali
Il parco nazionale di Muddus, secondo la classificazione del Fondo mondiale per la natura (WWF), è situato nell'ecoregione terrestre della taiga scandinava e russa. È costituito da un mosaico di foreste e di torbiere, che spesso formano delle fasce alternate, con la foresta che copre i drumlin o altri elementi del rilievo. La foresta copre 20.882 ha, ovvero il 42% della superficie totale del parco. Si tratta di una foresta di conifere tipiche della taiga. L'altro elemento dominante è la vasta rete di torbiere, per lo più torbiere ad aapa, dette anche torbiere a cordone, che coprono 18.396 ha, il 37% della superficie del parco. Il resto dell'area è costituito da torbiere boscose (8%), da laghi e da una piccola area di brughiera e rocce nude al di sopra della linea degli alberi.
Anche se la fauna non è particolarmente abbondante, essa è molto diversificata, specialmente per quanto riguarda l'avifauna, con circa 100 specie, presenti soprattutto intorno alle zone umide, e la fauna caratteristica delle foreste primigenie, in particolare insetti; ben rappresentati sono anche funghi e licheni.

### Taiga

#### Flora

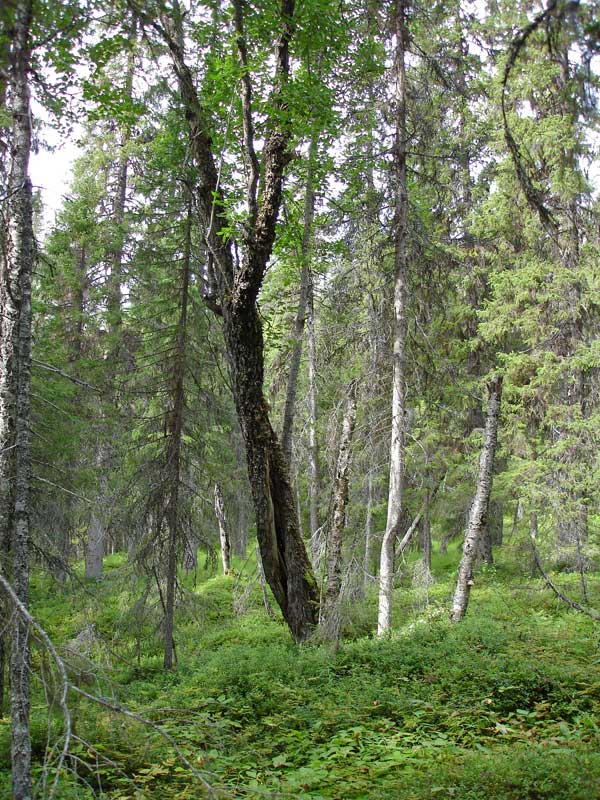
Foresta di conifere miste ad alberi di salicone nel comune di Jokkmokk.

Uno dei principali ecosistemi del parco nazionale è una foresta di conifere dove predominano l'abete rosso (Picea abies) e il pino silvestre (Pinus sylvestris), ai quali si associa spesso la betulla pelosa (Betula pubescens). La foresta è interamente vergine, ad eccezione di alcune piccole aree a sud, lungo il fiume, che sono state tagliate in passato.
Nelle zone occidentali e centrali del parco, l'abete rosso è la specie dominante. A quote più basse, la foresta è fitta, con alberi che raggiungono i 20 m. Questa condizione fa sì che le specie più basse siano costrette a competere tra loro per i nutrienti e la luce. Le specie più frequenti sono il mirtillo nero (Vaccinium myrtillus), l'empetro nero (Empetrum nigrum), il mirtillo rosso (Vaccinium vitis-idaea), la linnea boreale (Linnaea borealis), la gramigna di Parnasso (Maianthemum bifolium), la spigarola bianca (Melampyrum pratense), la trientale europea (Trientalis europaea), la piroletta pendula (Orthilia secunda), il geranio silvano (Geranium sylvaticum) e la verga d'oro comune (Solidago virgaurea). Queste piante poggiano su un tappeto di muschi, in particolare Hylocomium splendens e Pleurozium schreberi, e di epatiche, nonché di licheni come Nephroma arcticum e lichene delle renne. Man mano che l'altitudine cresce, la densità degli alberi diminuisce e la betulla diventa più comune, così come il sorbo degli uccellatori (Sorbus aucuparia), il salicone (Salix caprea) e il pioppo tremulo (Populus tremula). Inoltre, gli alberi diventano più piccoli e più tortuosi: gli abeti rossi raggiungono in media solamente una decina di metri di altezza. Sui pendii umidi si aggiungono il corniolo nano (Cornus suecica) e la felce delle querce (Gymnocarpium dryopteris).
Al contrario, ad est e a sud, il pino è l'essenza principale. Questi alberi raggiungono spesso età considerevoli. Uno degli alberi del parco, risalente al 1274, era considerato addirittura il pino più antico della Svezia, fino a che, nel 2004, non è stato scoperto un pino di 757 anni (quindi più vecchio di 27 anni) sulla costa dell'Hälsingland. Il suolo delle foreste di pini è coperto da brugo (Calluna vulgaris) e da vari licheni delle renne, oltre che da uva ursina (Arctostaphylos uva-ursi), mirtillo rosso ed empetro.

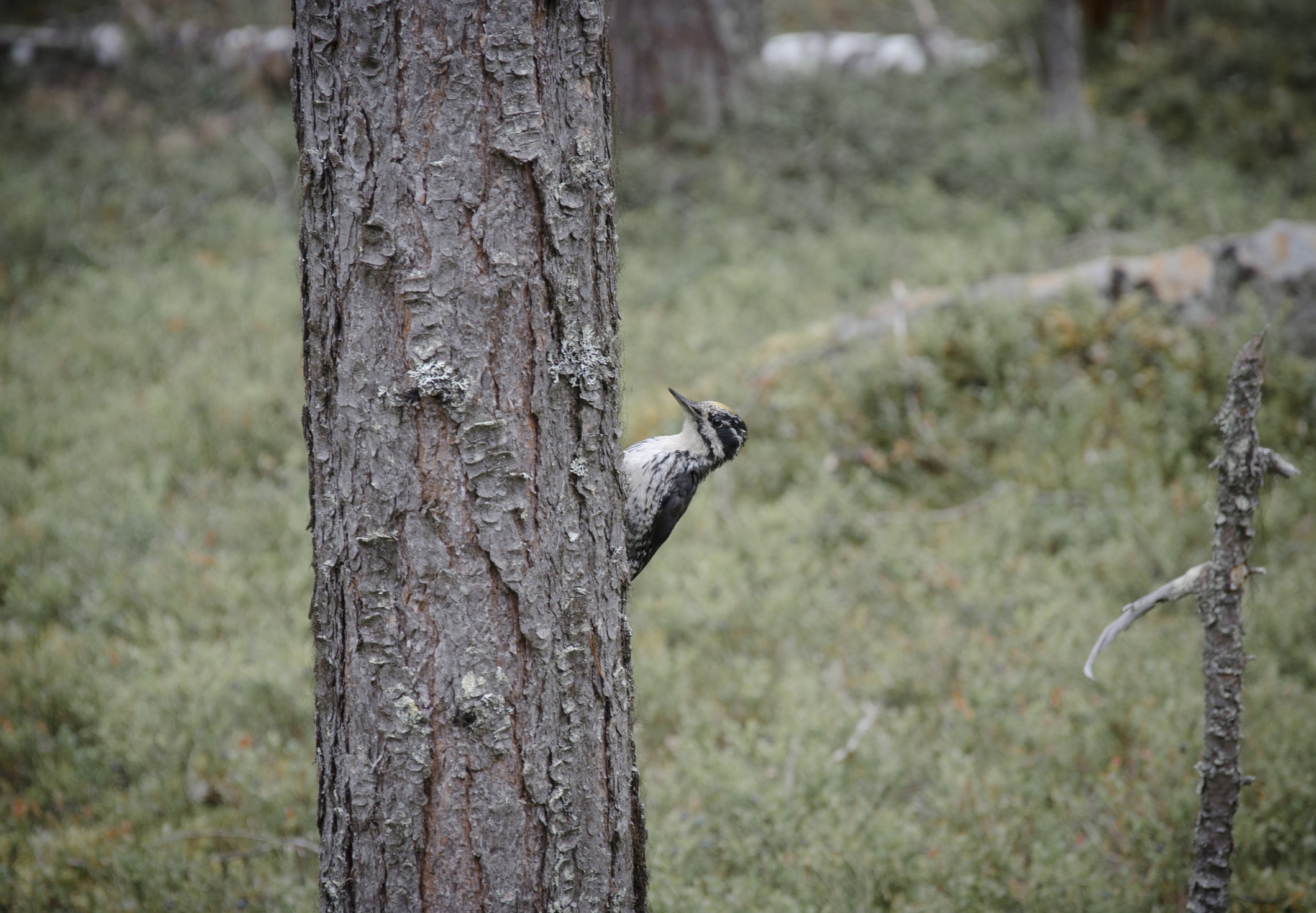
Picchio tridattilo su un albero di Muddus.

L'equilibrio tra pini e abeti rossi è dettato da diversi fattori. In primo luogo, a differenza dell'abete rosso, il pino è in grado di prosperare anche su terreni molto poveri e molto asciutti e quindi predomina nelle zone caratterizzate da suoli meno favorevoli. In secondo luogo, in assenza di incendi, gli abeti rossi si sviluppano e gradualmente prendono il sopravvento, sostituendo i pini, dei quali non restano che pochi individui isolati. Ma gli incendi spazzano via gli abeti rossi piuttosto che i pini, e questi ultimi sono anche i primi a ricolonizzare i terreni bruciati. Sui terreni bruciati di recente predominano pertanto i pini, mentre quelli che bruciano raramente sono dominati dagli abeti rossi. Gli incendi sono un evento relativamente frequente. Nel parco, tra il 1413 e il 1984, vi sarebbero stati almeno 47 incendi e, in media, un'area di foresta brucia ogni 110 anni, pur tenendo conto di variazioni locali. Le tracce degli incendi, come le cicatrici sugli alberi che sono sopravvissuti, sono ben visibili. L'ultimo incendio nel parco, che ha interessato la sua parte meridionale, ha avuto luogo nell'estate del 2006. I pini non sono le uniche piante che traggono beneficio dagli incendi: i semi del geranio lanoso (Geranium lanuginosum), ad esempio, possono sopravvivere nel terreno per decenni per riattivarsi dopo un incendio, in quanto la pianta ha bisogno di un terreno sgombro per potersi sviluppare.

#### Fauna

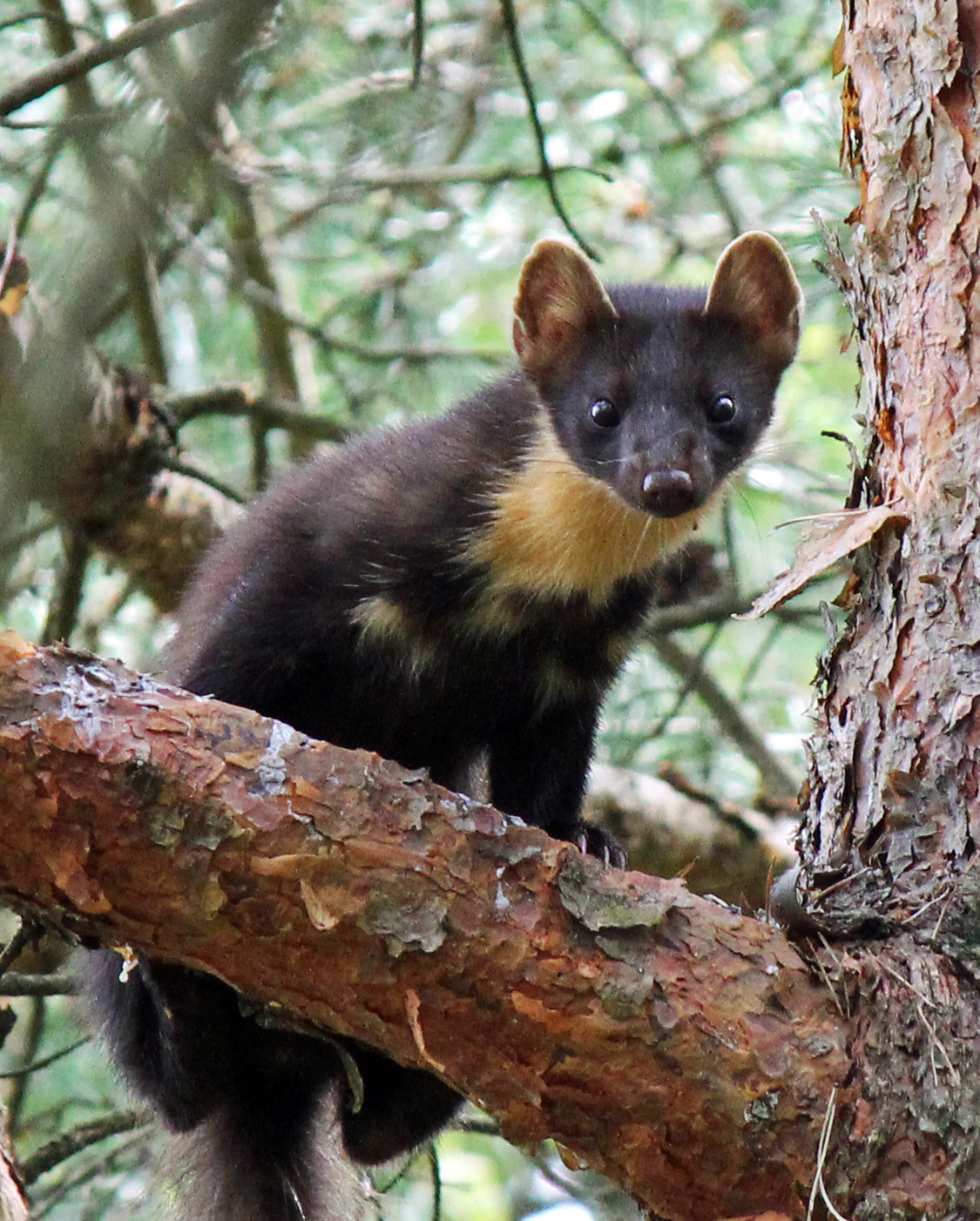
Una martora in Svezia.

Tra i grandi predatori, il ghiottone (Gulo gulo) è presente principalmente sulle colline e nelle gole della parte meridionale del parco, mentre l'orso bruno (Ursus arctos) si incontra soprattutto nelle zone occidentali. Il parco ospita anche la lince euroasiatica (Lynx lynx). Tra i piccoli predatori, possiamo notare la presenza della martora (Martes martes) o dell'ermellino (Mustela erminea). Gli alci (Alces alces) sono particolarmente numerosi nel parco, specialmente nei pressi delle zone umide della parte centrale del parco in estate, mentre salgono verso le colline in inverno per nutrirsi della corteccia dei sorbi o dei pioppi tremuli. Anche le renne sono numerose, ma si tratta, come in tutta la Svezia, di esemplari domestici. Le renne del villaggio sami di Unna tjerusj, ad esempio, attraversano il parco spostandosi tra le aree di svernamento e quelle dove trascorrono l'estate, mentre altre, soprattutto nella parte orientale, restano nel parco per tutto l'anno. Il parco ospita anche un gran numero di roditori, come l'arvicola acquatica (Arvicola amphibius), l'arvicola del Nord (Microtus oeconomus), l'arvicola agreste (Microtus agrestis), l'arvicola rossastra (Myodes glareolus) o il più raro lemming comune (Lemmus lemmus), che compare nel parco solo in certi anni.

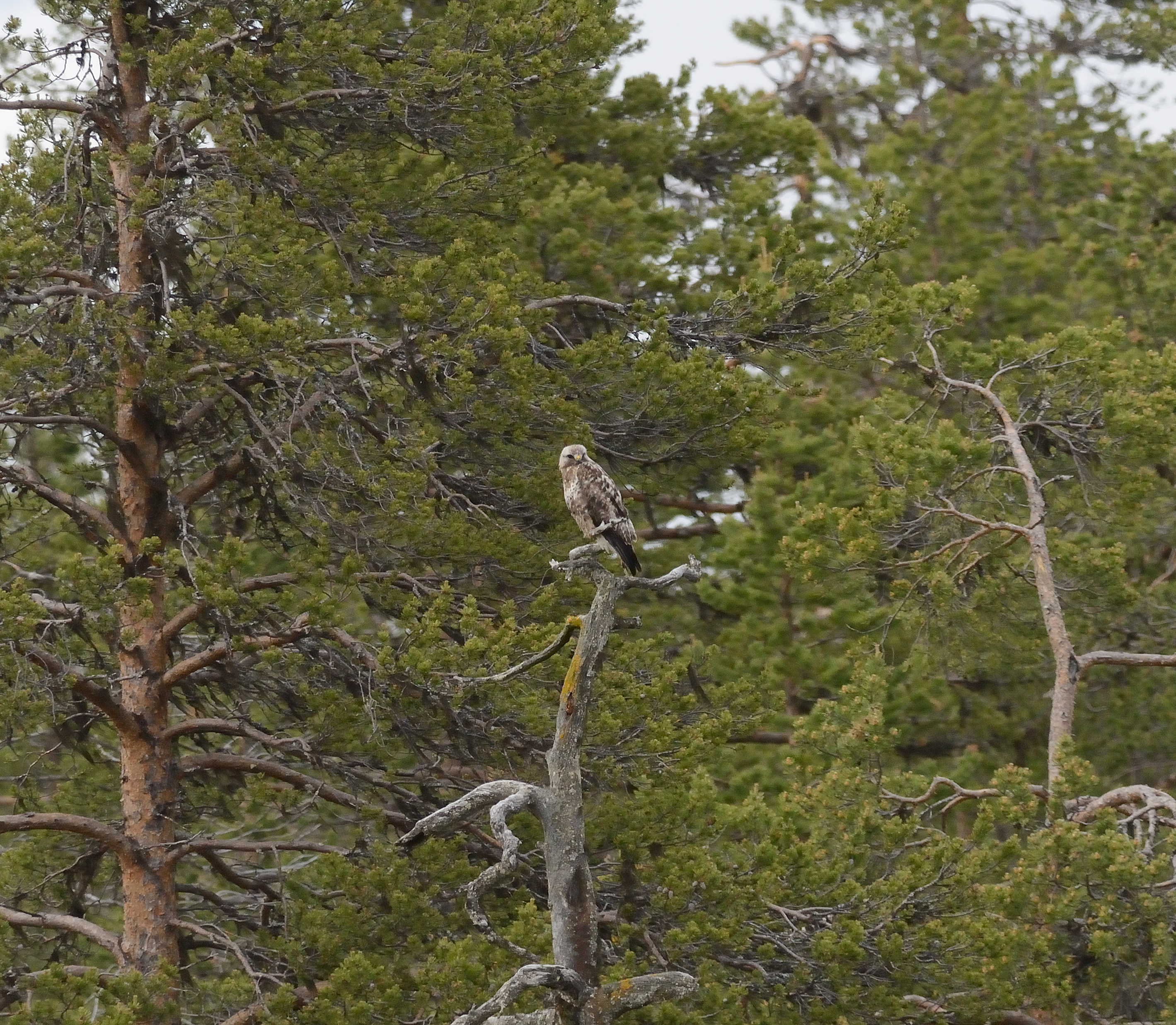
Poiana calzata nella foresta di Muddus.

Nelle foreste di abete rosso si ode il canto di numerosi passeracei, come la tordela (Turdus viscivorus), il tordo sassello (Turdus iliacus), il tordo bottaccio (Turdus philomelos), lo zigolo boschereccio (Emberiza rustica), il fringuello comune (Fringilla coelebs), la peppola (Fringilla montifringilla), il luì grosso (Phylloscopus trochilus), il luì piccolo (Phylloscopus collybita), il beccafico (Sylvia borin), il ciuffolotto delle pinete (Pinicola enucleator) e la ghiandaia siberiana (Perisoreus infaustus). È presente anche la pernice bianca nordica (Lagopus lagopus), soprattutto nelle zone dove le betulle sono numerose. Al contrario, le foreste di pino sono più povere di uccelli, ma tra questi figurano numerose specie di strigiformi, come la civetta capogrosso (Aegolius funereus), l'ulula (Surnia ulula), l'allocco degli Urali (Strix uralensis) e il gufo reale (Bubo bubo), o di picchi, come il picchio nero (Dryocopus martius) e il picchio tridattilo (Picoides tridactylus). Queste foreste ospitano, inoltre, anche la cincia siberiana (Poecile cinctus), il pigliamosche europeo (Muscicapa striata), il beccofrusone (Bombycilla garrulus) e il gallo cedrone (Tetrao urogallus). Nel parco, in particolare nelle gole della parte meridionale, nidificano il corvo imperiale (Corvus corax) e diversi rapaci, come l'aquila reale (Aquila chrysaetos), il falco pescatore (Pandion haliaetus), il gheppio (Falco tinnunculus), il falco pellegrino (Falco peregrinus) e la poiana calzata (Buteo lagopus).
Sono pochi i rettili che tollerano le condizioni climatiche della Scandinavia settentrionale. Tra questi, la lucertola vivipara (Zootoca vivipara) e il marasso (Vipera berus) sono gli unici che è possibile osservare nel parco.

### Zone umide

#### Flora

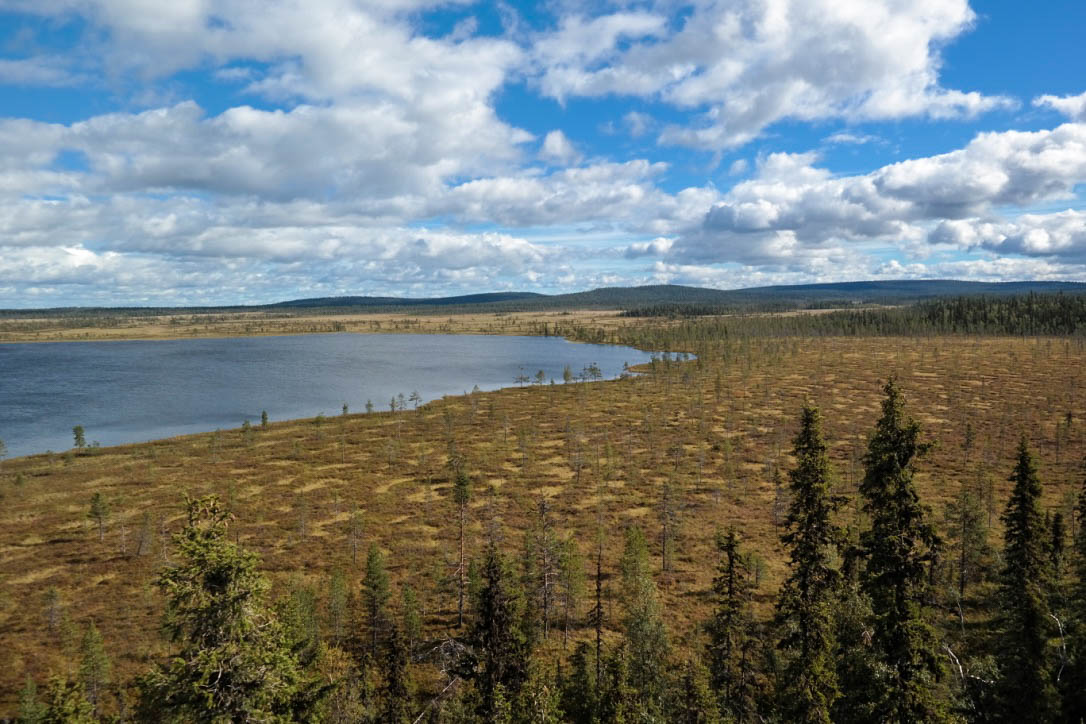
Il lago Muttosluoppal e le torbiere circostanti viste dalla torre di osservazione.

Le parti centrali e settentrionali del parco sono particolarmente ricche di zone umide. Sono presenti alcune torbiere ombrotrofe (alimentate unicamente dalle precipitazioni dirette), seppur molto scarse, in quanto l'ambiente di Muddus non è molto favorevole a questo genere di formazioni. Il parco comprende quindi per lo più torbiere minerotrofe, in particolare torbiere ad aapa, che formano motivi distinti, con basse creste erbose parallele (chiamate cinture) che separano degli stagni allungati (talvolta chiamati con il loro nome inglese flark) e giustificano il loro nome di torbiere a cordoni.
Nelle zone periferiche del parco il terreno è spesso in pendenza, ma le cinture, poste perpendicolarmente al pendio, consentono all'acqua di ristagnare. Queste torbiere sono ricche di carici e di graminacee, come il carice a frutto pubescente (Carex lasiocarpa) e la gramigna liscia (Molinia caerulea). Ai loro margini si sviluppano la betulla nana (Betula nana), il camemoro (Rubus chamaemorus) e l'equiseto selvatico (Equisetum sylvaticum), nonché, talvolta, degli hummock ricoperti da sfagno bruno (Sphagnum fuscum). In alcuni casi si formano cespugli di salice, più precisamente di salice di Lapponia (Salix lapponum) o di salice glauco (Salix glauca). Nel sud-est le torbiere sono di piccole dimensioni e spesso non presentano cinture.

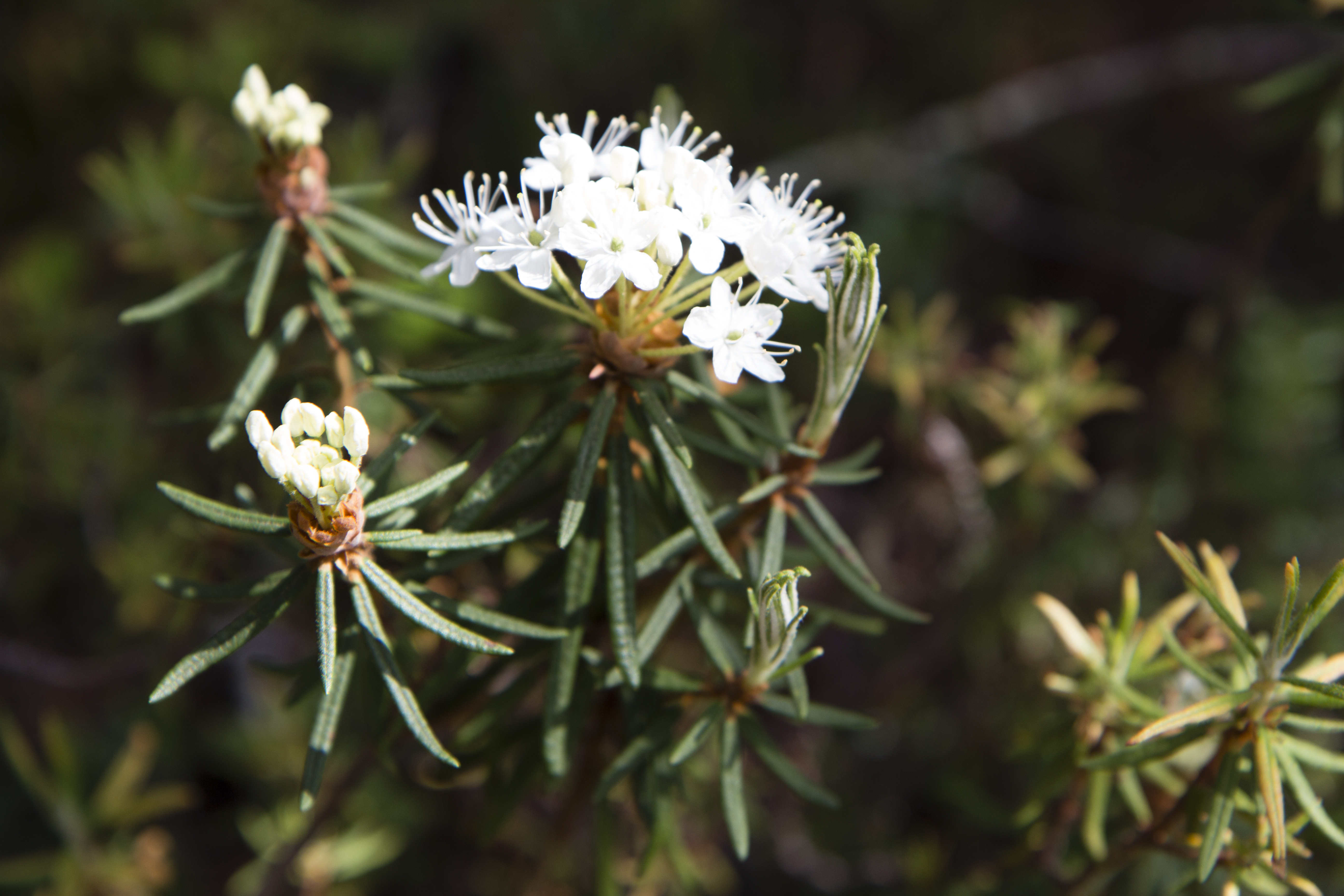
Un Rhododendron tomentosum nel parco.

Nella zona centrale del parco, le torbiere ricoprono la maggior parte della superficie. Il terreno è pianeggiante, ad eccezione di alcuni drumlin orientati da nord-ovest a sud-est, pertanto la corrente è molto debole. Le cinture sono più distanziate, ma anche più imponenti rispetto alla periferia, potendo raggiungere più di 50 cm di altezza. Esse sono sempre perpendicolari al pendio, ma dal momento che i pendii sono più deboli, sono spesso di forma arcuata o ramificata. Sono generalmente ricoperti da licheni, muschi, betulle nane, camemori, empetri, ledon delle paludi (Rhododendron tomentosum) e talvolta anche da alberi (betulle pelose o pini). Nelle zone più basse, soprattutto a sud dei laghi Muttosjávvre e Muttosluoppal, le cinture sono talvolta assenti, lasciando il posto a vaste zone umide ininterrotte ricche di carici ed eriofori. Lungo i corsi d'acqua e nella zona di inondazione dei laghi si sviluppano arbusti di salice.
Il cuore delle torbiere è spesso ricco di sostanze minerali, il che consente lo sviluppo di una vegetazione più florida. Qui troviamo, ad esempio, piante più esigenti come la selaginella alpina (Selaginella selaginoides), la tajola minore (Tofieldia pusilla) o la saussurea delle Alpi (Saussurea alpina). Nelle zone più ricche di minerali, al centro del parco, si trovano anche alcune rarità, come la bartsia o la sassifraga delle torbiere (Saxifraga hirculus).
Alcune zone umide sono anche boscose e spesso costituiscono delle fasce di transizione verso zone più asciutte. Queste foreste sono tipicamente costituite da alberi di piccole dimensioni, il più delle volte betulle e abeti rossi, ma a volte anche da ontani bianchi (Alnus incana), saliconi o sorbi. Il sottobosco è qui ricoperto da camemori, mirtilli rossi, mirtilli, mirtilli palustri (Vaccinium oxycoccos), pennacchi guainati (Eriophorum vaginatum) e sfagni. Alcune di queste foreste sono particolarmente ricche di specie, tanto che è possibile trovarvi il lampone artico (Rubus arcticus), la mora rossa (Rubus saxatilis), l'uva di volpe (Paris quadrifolia), la parnassia (Parnassia palustris) o anche l'olmaria comune (Filipendula ulmaria).

#### Fauna

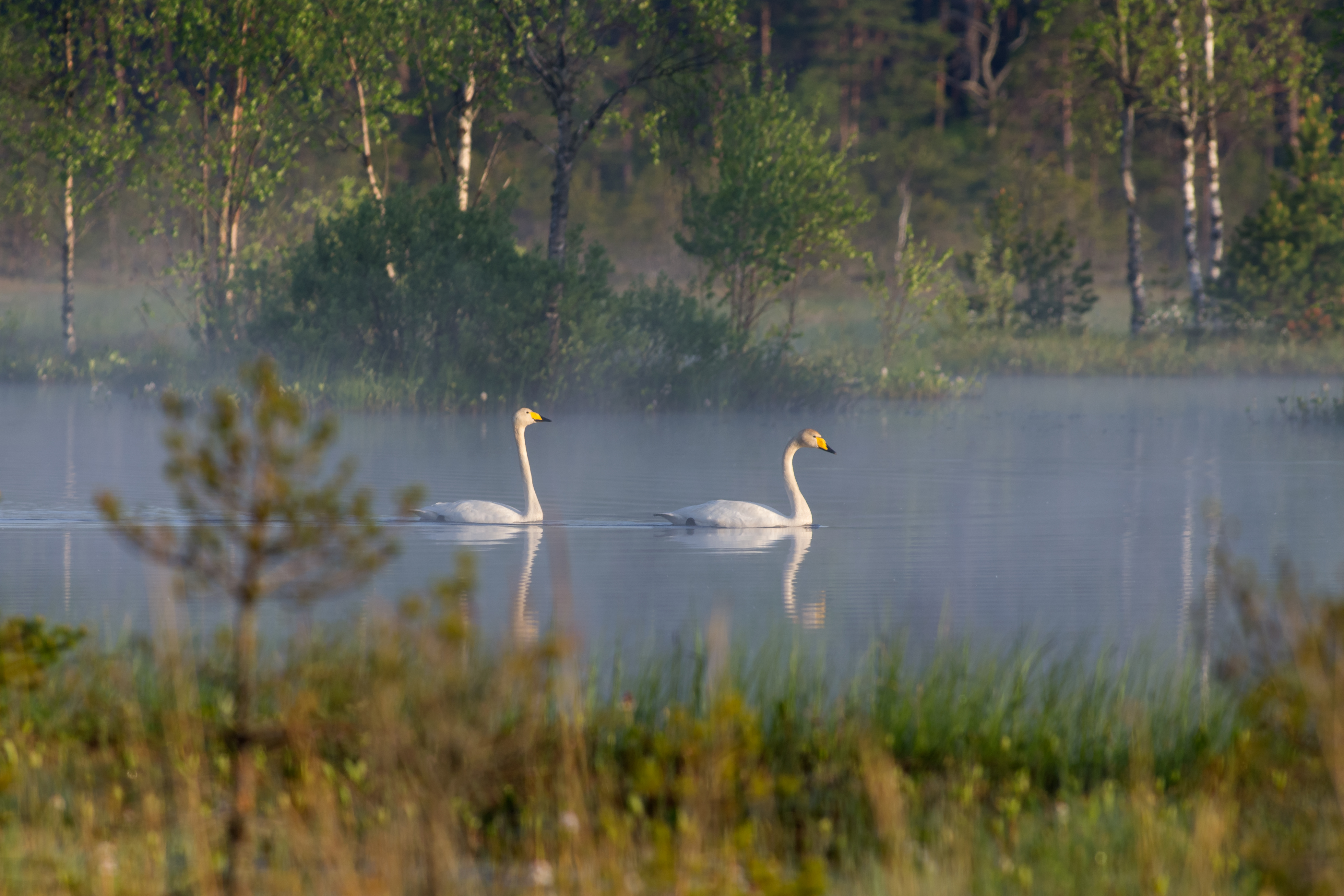
Due cigni selvatici.

Nel parco è possibile trovare un gran numero di specie specificamente legate alle zone umide, come la lontra (Lutra lutra) o il toporagno d'acqua (Neomys fodiens), che vivono nelle vicinanze di diversi corsi d'acqua. Allo stesso modo, la rana montana (Rana temporaria) dipende strettamente dall'acqua per la sua sopravvivenza e si trova quindi principalmente vicino alle zone umide.
Nelle acque del lago Muttosjávvre troviamo il luccio nordico (Esox lucius), il pesce persico (Perca fluviatilis), il rutilo (Rutilus rutilus), la bottatrice (Lota lota) e lo spinarello (Pungitius pungitius). Le acque del Muttosädno ospitano la trota fario (Salmo trutta fario) e la sanguinerola (Phoxinus phoxinus).
Infine, le zone umide sono l'ambiente prediletto dall'avifauna del parco, relativamente ricca. La presenza del cigno selvatico (Cygnus cygnus) fu addirittura uno dei motivi principali che portarono alla creazione del parco: esso infatti era divenuto molto raro nel paese. Oggi, comunque, è di nuovo abbastanza comune. Tra gli altri anatidi, i più comuni sono l'alzavola (Anas crecca), il quattrocchi (Bucephala clangula) e il germano reale (Anas platyrhynchos). Il codone (Anas acuta), il fischione (Mareca penelope), l'orchetto marino (Melanitta nigra), lo smergo minore (Mergus serrator), lo smergo maggiore (Mergus merganser), la moretta grigia (Aythya marila), la moretta (Aythya fuligula) e la moretta codona (Clangula hyemalis) sono presenti, anche se meno frequenti. Tra gli uccelli limicoli, possiamo citare il piro piccolo (Actitis hypoleucos) e il piro piro boschereccio (Tringa glareola), molto presenti in tutto il parco, il totano moro (Tringa erythropus), il gambecchio frullino (Limicola falcinellus), il beccaccino (Gallinago gallinago), la beccaccia (Scolopax rusticola), il frullino (Lymnocryptes minimus). Pur meno numerosi, la pittima minore (Limosa lapponica), il falaropo beccosottile (Phalaropus lobatus), il combattente (Philomachus pugnax), il piro piro culbianco (Tringa ochropus), la pettegola (Tringa totanus) e la pantana (Tringa nebularia) sono tuttavia degni di interesse. Il parco ospita anche numerosi esemplari di strolaga mezzana (Gavia arctica), gru (Grus grus), pispola (Anthus pratensis), cutrettola (Motacilla flava) e migliarino di palude (Emberiza schoeniclus).

## Storia

### Dalla preistoria alla colonizzazione svedese

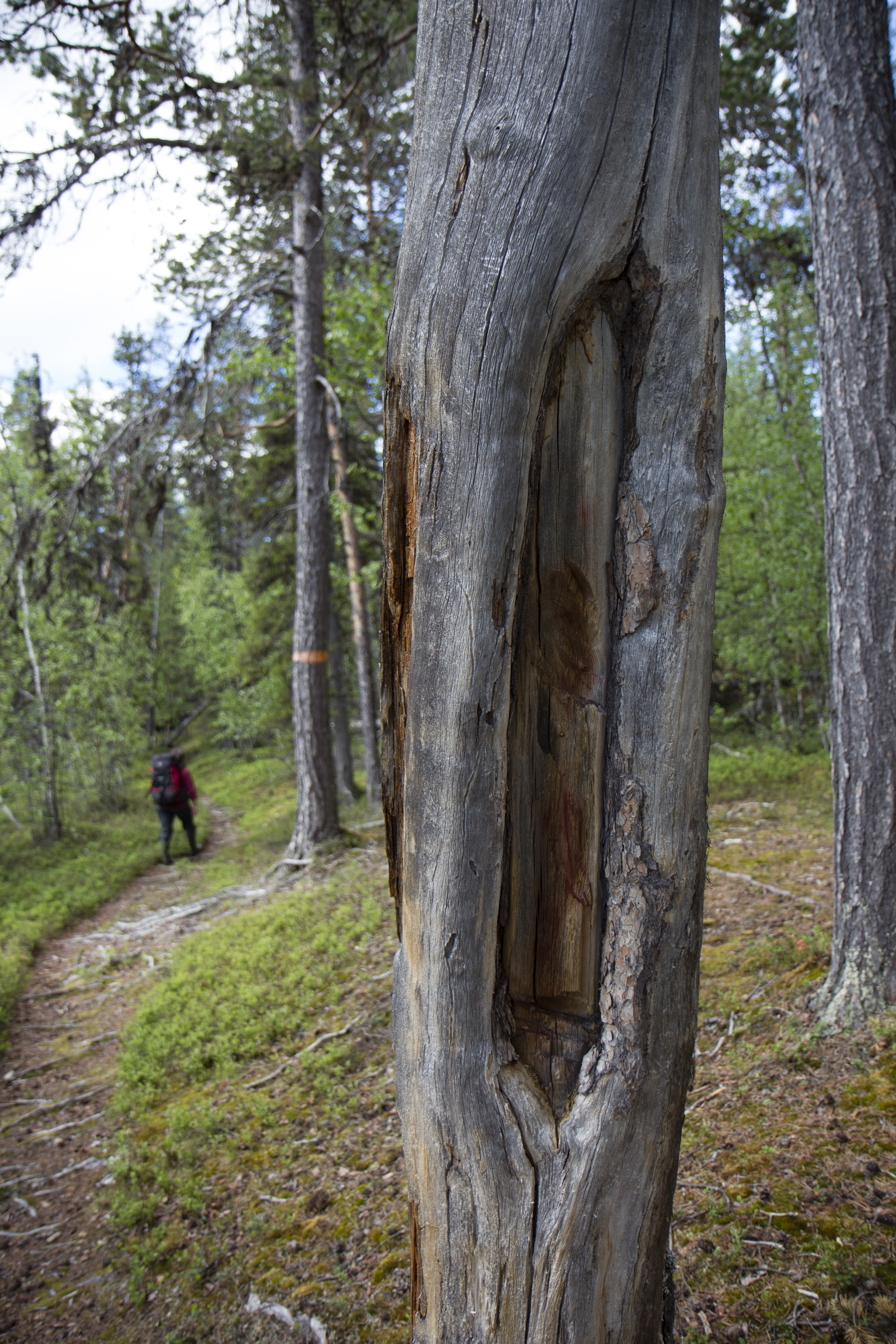
Pino di Muddus con la corteccia strappata per essere consumata dalle popolazioni sami.

I primi abitanti della regione giunsero qui non appena i ghiacciai si ritirarono alla fine dell'ultimo periodo glaciale, circa 10.000 anni fa. Probabilmente provenivano dal nord, passando per la costa norvegese che si era liberata molto presto dai ghiacci. All'epoca, la costa del lago Ancylus (antenato del mar Baltico) raggiungeva i dintorni del lago Messaure, appena a sud di Muddus. Gli abitanti si insediarono soprattutto nelle valli intorno ai laghi e ai fiumi. Le testimonianze risalenti a questo periodo sono piuttosto scarse, ma nei pressi di Ligga, non lontano dal parco, è stata scoperta una tomba, caratterizzata dall'utilizzo dell'ocra rossa, tipico dell'età della pietra. Questi uomini preistorici vivevano principalmente di caccia alla renna, ma più tardi si dedicarono anche alla caccia all'alce. Nel parco è possibile trovare, soprattutto nelle gole della parte meridionale, diversi esempi di trappole, poste nei passaggi stretti che gli animali erano costretti ad attraversare, ad esempio per raggiungere i corsi d'acqua. Queste trappole non sono state datate, ma quelle della regione risalgono generalmente a un'età compresa tra 6000 e 1300 anni fa. Questi abitanti, antenati dei moderni Sami, iniziarono gradualmente a rinunciare alla caccia a favore dell'allevamento intorno all'anno 1000, adottando uno schema di transumanza basato sul ritmo naturale delle renne. Le tracce lasciate nel parco risalenti a questo periodo sono soprattutto resti di fuochi da campo, che costituiscono 65 delle 82 tracce archeologiche censite nel parco nel 2014.
L'influenza degli svedesi iniziò a farsi sentire intorno al XIX secolo. Tra Gällivare e Porjus, in questa regione priva di strade, vennero costruiti una decina di villaggi e colonie. Una di queste colonie è un'abitazione a nord del lago Muttosjávvre costruita nel 1857. Per circa 50 anni, fino al 1909, Israel Jakobsson Ramso e la sua famiglia si guadagnarono da vivere allevando renne e vacche, falciando le erbe di palude per nutrire i loro animali in inverno e integrando queste attività con caccia e pesca. I prati sono ancora visibili, anche se non più mietuti, così come i resti della casa e del fienile. In assenza di strade, la principale via di comunicazione è un sentiero che collega Gällivare e Porjus passando a nord di Muddus. Dopo il 1888, con la costruzione della linea ferroviaria Malmbanan che passa per Gällivare, questo sentiero divenne un percorso turistico e nel 1891 l'associazione turistica svedese (Svenska Turistföreningen) si occupò di installare la segnaletica e le tavole per facilitare l'attraversamento delle torbiere. Prima della costruzione della linea ferroviaria tra Gällivare e Porjus (Inlandsbanan), questo sentiero venne utilizzato per trasportare i materiali destinati alla costruzione della centrale idroelettrica di Porjus negli anni '10 e prese allora il nome di Rallarstigen (in svedese, il termine Rallare indica una persona incaricata della costruzione di una linea ferroviaria).
Questo periodo corrisponde anche a un importante sviluppo della silvicoltura, con l'inizio dell'abbattimento quasi sistematico delle vaste foreste vergini della Svezia settentrionale. Inizialmente l'abbattimento era selettivo e fu rivolto principalmente ai grandi pini vicino ai fiumi, in quanto la fluitazione, nella quasi totale assenza di strade, era il modo migliore per trasportare i tronchi verso le grandi segherie più a valle. La parte meridionale del parco, vicino al fiume Stora Luleälven, subì probabilmente questa sorte a partire dal 1886, ma la maggior parte del parco era troppo distante e non disponeva di fiumi che consentissero la fluitazione, quindi rimase sostanzialmente indisturbata.

### Protezione della zona

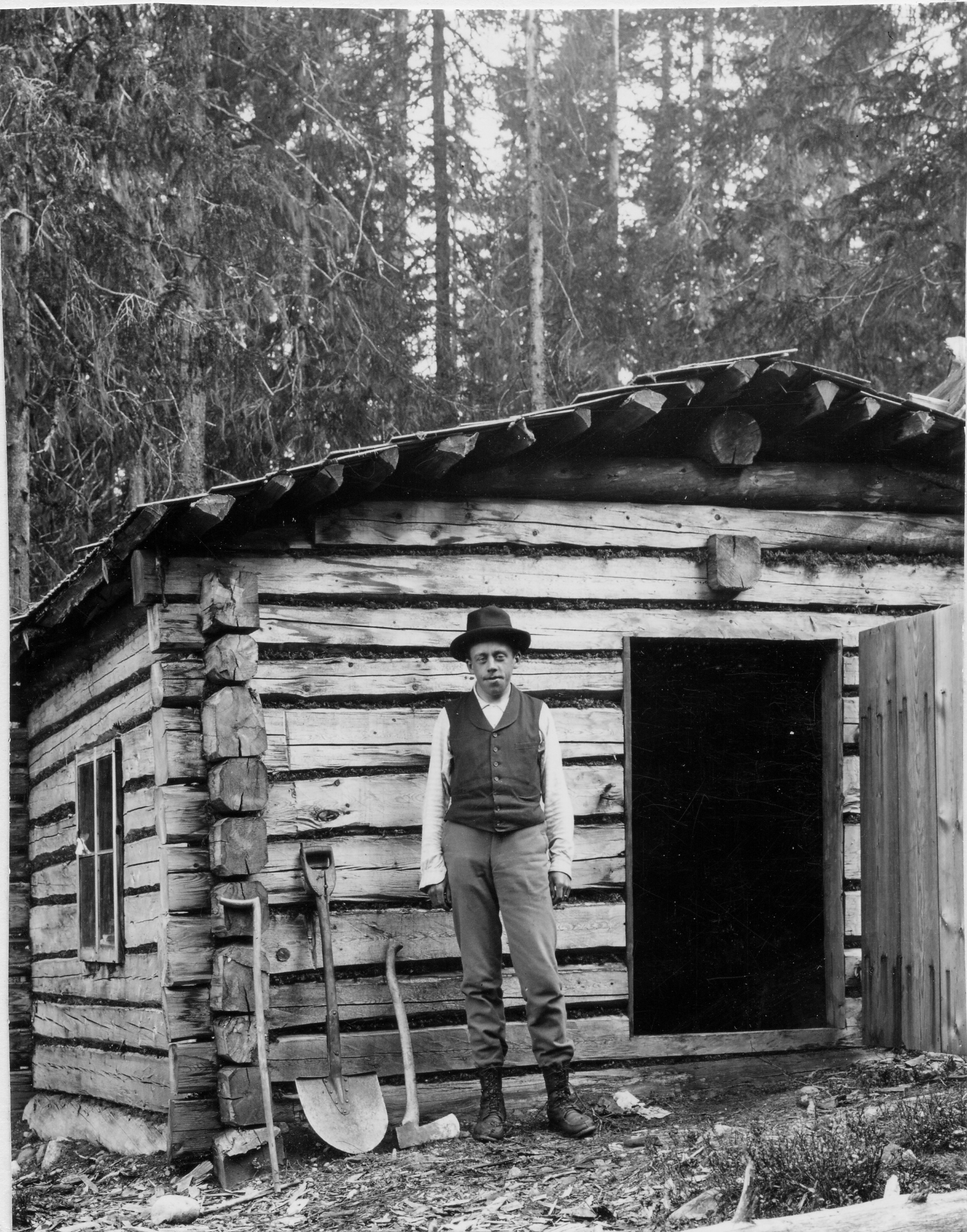
Henrik Hesselman nel Kronopark di Hamra nel 1903.

I primi parchi nazionali della Svezia e d'Europa vennero istituiti nel 1909. La stragrande maggioranza di essi si trovava sulle montagne delle Alpi scandinave, su terreni dove i conflitti con gli interessi economici erano limitati. Negli anni '20, l'associazione svedese per la protezione della natura Svenska Naturskyddsföreningen (SNF) fece notare che la taiga del grande nord svedese era scarsamente rappresentata nelle aree protette e decise di trovare un'area degna di essere classificata come parco nazionale. La guardia forestale e ricercatore Edvard Wibeck venne incaricato di determinare il sito ideale, in quanto in precedenza aveva studiato le foreste della Svezia settentrionale. Nel 1927 propose all'SNF le località di Sjaunja e Muddus, ma a quanto pare era interessato principalmente a quest'ultimo. Nel 1931, Henrik Hesselman ed Erik Almquist vennero inviati a studiare il sito e confermarne il valore eccezionale, ma al loro ritorno il responso che rilasciarono fu piuttosto negativo, in quanto avevano trovato numerose tracce delle attività umane passate. All'epoca spesso si riteneva che solo una zona completamente vergine meritasse di essere protetta. Wibeck replicò che lo sfruttamento passato non era stato intenso e non aveva in alcun modo compromesso l'integrità della foresta, e soprattutto che non aveva intenzione di creare un parco di piccole dimensioni come tutti i parchi nazionali che erano stati istituiti fino ad allora — ad eccezione dei parchi di montagna —, bensì un grande parco che proteggesse gran parte dei paesaggi nordici. Muddus e Sjaunja erano precisamente tra le più vaste regioni boscose quasi intatte della Svezia. Henrik Hesselman si lasciò influenzare dalle parole di Wibeck ed entrambi continuarono a portare avanti il progetto.
L'istituzione di questi parchi nazionali fu una delle prime situazioni in cui uscì davvero allo scoperto la questione dei diritti dei Sami. Diversi grandi parchi nazionali svedesi erano già stati creati in territorio sami, ma al loro interno non era stata imposta alcuna restrizione alle attività di questo popolo aborigeno. I Sami erano visti come un popolo primitivo, avendo sempre fatto parte dell'ecosistema della Lapponia e non avendo mai avuto un impatto considerevole sull'ambiente naturale. Ma all'inizio degli anni '30 la famiglia sami Nilsson Kemi venne trasferita con la forza dalla regione del Torneträsk a Muddus. Era una piccola famiglia di Sami delle foreste, vale a dire di Sami che non conducevano le loro mandrie di renne verso le montagne in estate, ma rimanevano nella stessa zona di foresta per tutto l'anno. Quando arrivarono a Muddus, costruirono un recinto per le loro renne, abbattendo circa 2000 alberi. Nel 1932 Edvard Wibeck, giunto a conoscenza del fatto, si preoccupò immediatamente per la protezione della zona, temendo che, oltre agli alberi abbattuti, una popolazione stabile nel parco avrebbe significato un impatto maggiore: in particolare poteva concretizzarsi il rischio dell'abbattimento sistematico degli animali predatori. L'SNF propose quindi di trasferire nuovamente la famiglia, ma le autorità, in particolare il consiglio di amministrazione della contea, si rifiutarono di farlo. L'arrivo dei Nilsson Kemi creò anche dei conflitti con i Sami che già vivevano a Muddus: nel 1937, ad esempio, la famiglia venne accusata di rubare delle renne.

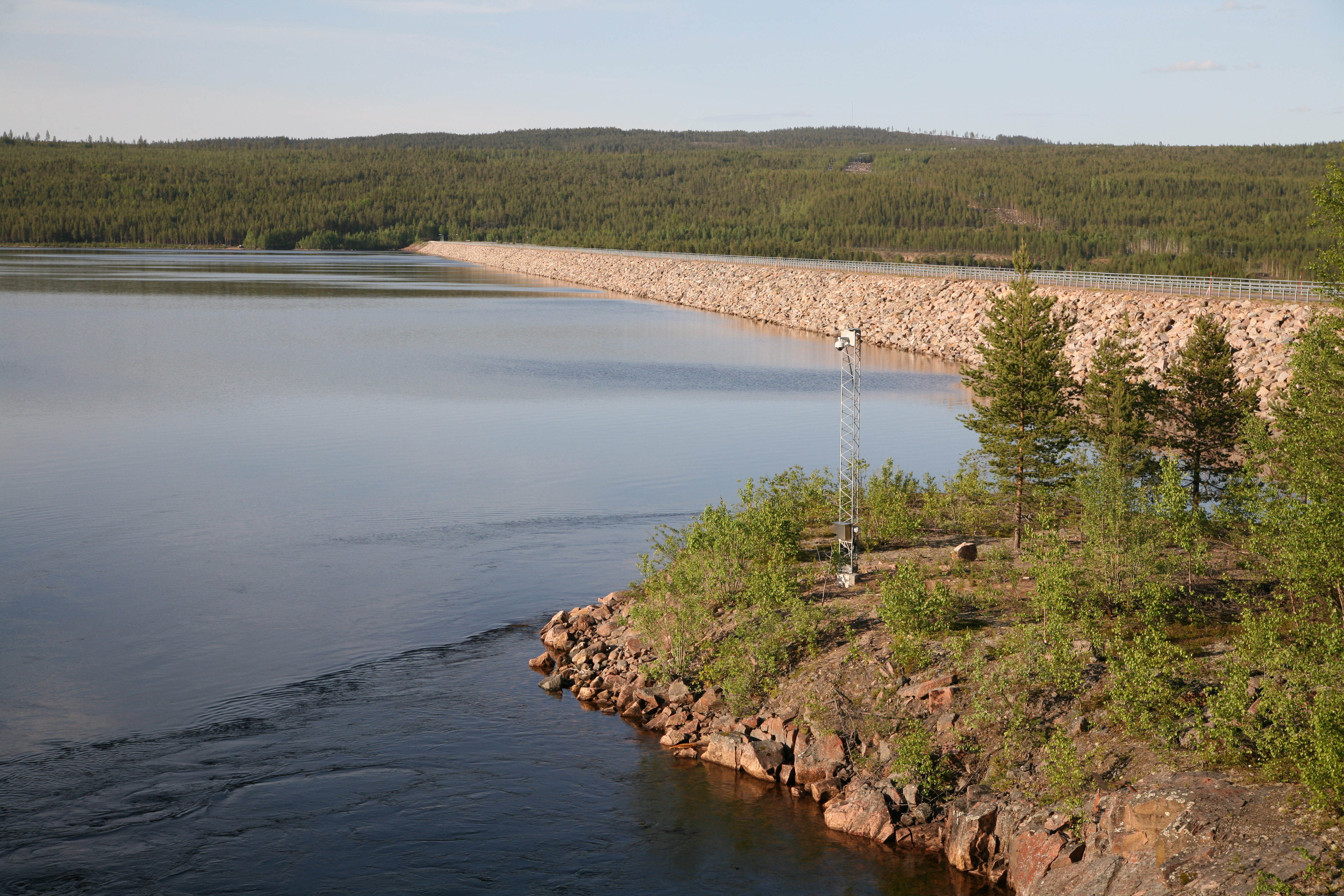
La diga di Messaure, entrata in servizio nel 1963, formò il lago omonimo che costituisce la frontiera meridionale del parco.

L'Accademia reale svedese delle scienze, allora responsabile dei parchi nazionali, impiegò molto tempo ad analizzare la proposta, e fu quindi solo nel 1941 che essa raggiunse finalmente il parlamento svedese. Il progetto prevedeva una clausola che vietava totalmente la caccia nel parco, nonché lo sfratto della famiglia Nilsson Kemi. L'espulsione venne nuovamente rifiutata all'inizio delle discussioni in parlamento. La prima camera dell'assemblea, invece, votò a favore della creazione del parco. Nella seconda camera, Oscar W. Löfgren, rappresentante socialdemocratico della contea di Norrbotten, guidò l'opposizione al progetto, sostenendo che vi erano già abbastanza parchi nazionali nella contea (la contea infatti è quella che ne ospita di più, soprattutto sulle montagne) e che questa regione non solo era ricca di risorse economiche, in particolare legname, ma era anche importante per il popolo sami. La seconda camera votò così contro il progetto con 125 voti contro 59. Dopo alcuni cambiamenti, compresa una piccola modifica dei confini, il parco nazionale venne nuovamente sottoposto al voto della seconda camera e accettato nel 1942, senza un nuovo voto della prima camera. Muddus diventò così il terzo parco nazionale più grande della Svezia all'epoca, ma soprattutto di gran lunga il più grande parco nazionale al di fuori delle montagne.
Quando venne creato, il parco copriva una superficie di 49.175 ha. Era delimitato a nord dalla strada europea 45 allora in costruzione (sarà completata nel 1945), ad eccezione di una zona triangolare non inclusa. A sud il parco terminava poco a nord del fiume Luleälven. Negli anni '50-'60 venne costruita la diga di Messaure, che portò all'allagamento della zona a sud del parco (ma fuori dai suoi confini). Nel 1984, il parco venne ampliato fino a coprire 51.137 ha, estendendosi a sud fino al lago Messaure e andando a comprendere a nord il triangolo mancante. Nel 1996, il parco nazionale venne incluso nel sito denominato «Area lappone» del patrimonio dell'umanità dell'UNESCO insieme ai parchi nazionali di Sarek, Padjelanta, Stora Sjöfallet e alle riserve naturali di Sjaunja e di Stubba. Questo riconoscimento provocò ulteriori problemi: durante le discussioni, l'Unione internazionale per la conservazione della natura (IUCN) insisté sulla necessità di stabilire un piano di gestione del sito, che all'epoca mancava, ad esempio, per Sarek e Stora Sjöfallet. Fu deciso allora di stabilire un piano comune per l'intero sito, avviando così un processo denominato Laponiaprocessen. Questo processo, che a causa di numerose difficoltà è durato fino al 2012, si è trattato di un evento unico, perché, per la prima volta, al tavolo delle discussioni è stato coinvolto pienamente il popolo sami. Esso ha portato alla formazione di un'organizzazione incaricata della gestione del sito chiamata Laponiatjuottjudus (letteralmente gestione della Lapponia in sami di Lule). Infine, il sito è stato inserito anche nella rete Natura 2000, sia come zona di protezione speciale che come zona speciale di conservazione.
Il parco nazionale di Muddus è anche un sito ben noto agli appassionati di UFO svedesi. Infatti, alcuni escursionisti, nel 1980, avrebbero osservato due razzi fantasma precipitare nel lago Nammajávvre, nella zona sud-orientale del parco. Da allora, numerose ricerche sono state effettuate nel lago, senza successo. Una di queste spedizioni è stata filmata e inclusa nel documentario Ghost Rockets prodotto nel 2015.

## Gestione e legislazione
Dal 1º gennaio 2013, la gestione e l'amministrazione del parco (e dell'intero sito dell'Area lappone) sono nelle mani dell'organizzazione Laponiatjuottjudus, della quale fanno parte i villaggi sami presenti nel sito (Baste čearru, Sirges, Tuorpon, Unna tjerusj, Jåhkågaska tjiellde, Luokta Mávas, Slakka, Udtja e i Sami delle foreste di Gällivare), i comuni di Jokkmokk e Gällivare, la contea di Norrbotten e Naturvårdsverket.
Le regole del parco sono relativamente rigide, al fine di preservare il parco nello stato quasi vergine che lo caratterizza. Pertanto, la pesca, la caccia o qualsiasi altra attività che potrebbe danneggiare la natura sono vietate, ad eccezione della raccolta di bacche e di funghi commestibili. Allo stesso modo, nel parco è vietato l'ingresso di qualsiasi veicolo a motore. In certe zone speciali destinate alla protezione degli uccelli situate intorno a Sör-Stubba, Måskosgårsså e in una vasta area intorno al lago Muttosjávvre, durante il periodo di nidificazione (marzo-luglio), l'accesso viene limitato.
I Sami beneficiano di diverse esenzioni alle regole sopra menzionate. In effetti, dal 1977, il popolo sami è stato riconosciuto dalla Svezia come popolo autoctono e minoranza nazionale, il che implica che il popolo e il suo stile di vita siano protetti dalla legge. Pertanto, poiché il parco è situato nel territorio dei villaggi sami di Gällivare, Unna tjerusj e Sirges, i Sami che sono amministrativamente collegati a questi villaggi hanno il diritto di far pascolare le loro renne nel parco. Nell'ambito di queste attività, i Sami possono utilizzare veicoli a motore (come motoslitte o elicotteri).
In caso di incendio, come nel 2006, la regola è di lasciare che il fuoco si propaghi naturalmente. Il fuoco, infatti, è una componente naturale ed essenziale dell'equilibrio biologico della taiga. L'incendio viene spento o tenuto sotto controllo solo se si diffonde all'esterno del parco o se minaccia i licheni, importante fonte di nutrimento per le renne dei Sami.

## Turismo

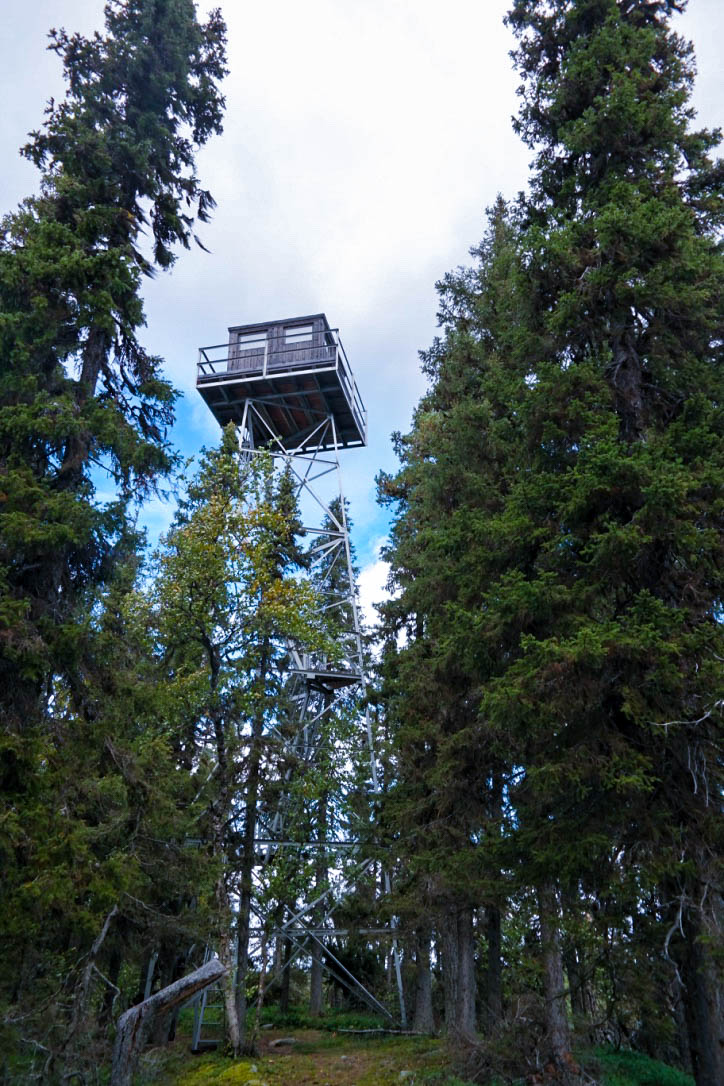
Torre di osservazione vicino al lago Muttosluoppal.

Nel 2014, il numero di visitatori è stato stimato intorno ai 5000 all'anno. Questo numero scarso è dovuto principalmente all'accessibilità limitata. La maggior parte delle infrastrutture turistiche è concentrata nella parte meridionale del parco. Il modo principale per raggiungere queste infrastrutture è attraverso la diga di Ligga, situata lungo la strada europea 45. Una strada che parte dalla diga conduce a Skájdde, all'interno del parco, dove è presente un parcheggio che comunica con i sentieri del parco. Ai sentieri si può accedere anche dai villaggi di Solaure e Sarkavare ad est del parco. La rete di sentieri è lunga più di 50 km, lungo i quali si trovano quattro chalet dove passare la notte. Diversi siti sono attrezzati per il campeggio o per fare delle soste. Un sentiero passa davanti alla cascata Muddusfallet, che è di gran lunga l'attrazione principale del parco, ma anche lungo la gola di Måskosgårsså, fino al lago Muttosluoppal, dove si trova una torre per l'osservazione degli uccelli. Oltre ai sentieri nella parte meridionale, il parco è attraversato a nord-ovest dal Rallarstigen. Dal 1999, tutte le estati, su questo sentiero viene organizzata una passeggiata, chiamata Rallarmarschen, che raduna circa 60 partecipanti. Dal Rallarstigen o dalla strada E 45, è possibile salire sul Sör-Stubba, dal quale si gode una vista su tutto il parco e nelle giornate limpide è possibile spingere lo sguardo fino alle vette del parco nazionale di Sarek e del Kebnekaise. Il Rallarstigen, proprio come i sentieri della parte meridionale del parco, è munito di ponti per attraversare i fiumi principali e di tavole per attraversare le zone umide. C'è anche uno chalet a nord del lago Muttosjávvre, non collegato ai sentieri, originariamente di proprietà del ranger del parco Lennart Arvidsson, ma ora aperto ai visitatori tutto l'anno.

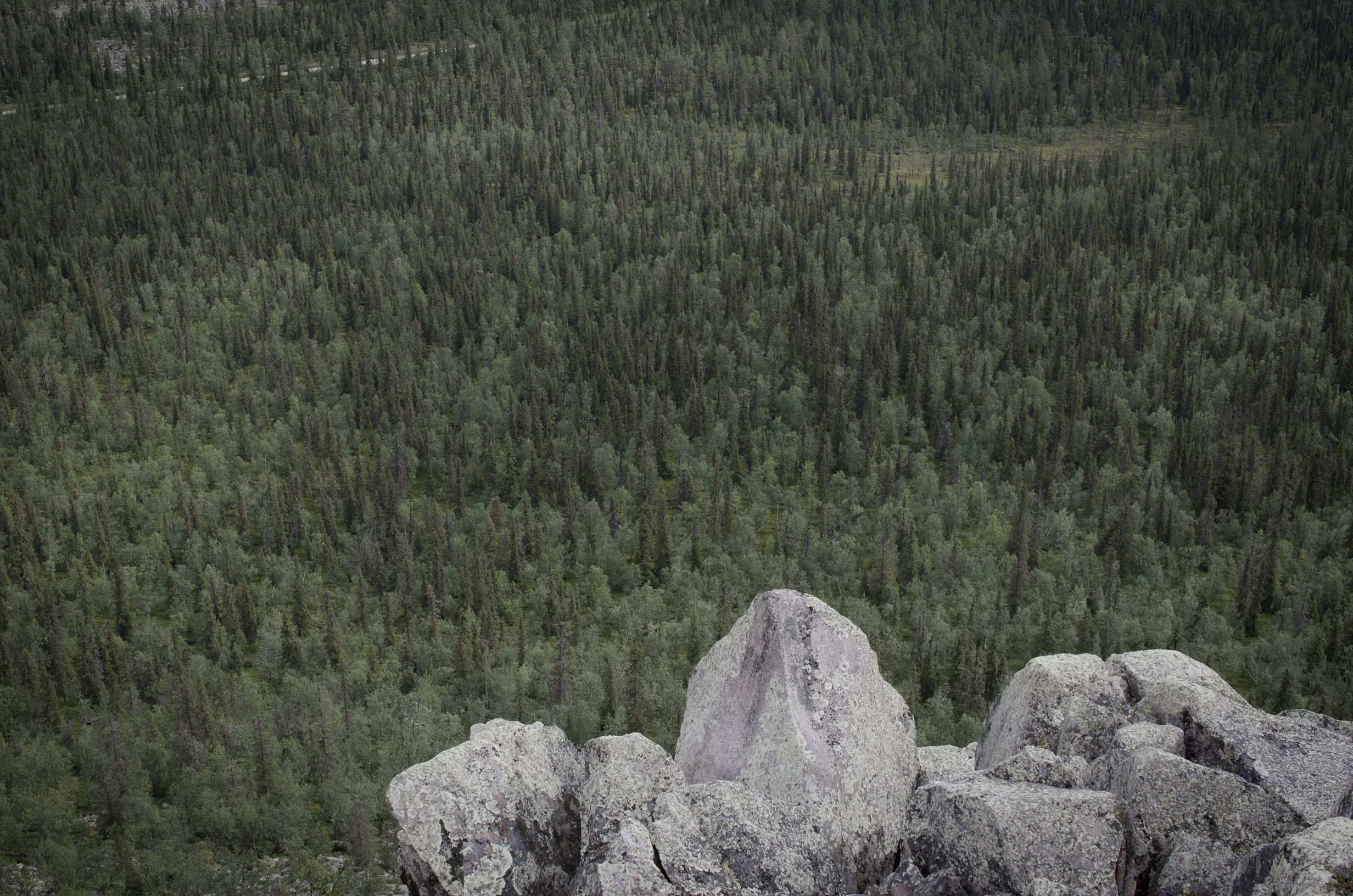
La strada europea 45 e la riserva naturale di Stubba viste dal Sör-Stubba.